# Убийца предводителя
«Убийца предводителя» (англ. The Positively True Adventures of the Alleged Texas Cheerleader-Murdering Mom) — телефильм 1993 года. Иногда даётся под названием «Попытка убийства».

## Сюжет
Домохозяйка из Техаса наняла убийцу. Ей нужно, чтобы он убрал конкурента своей дочери по команде группы приветствия болельщиков.

## В ролях
- Бо Бриджес
- Холли Хантер
- Энди Рихтер — полицейский (впервые на экране)